# Crepidium flavescens
Crepidium flavescens är en orkidéart som beskrevs av Carl Ludwig von Blume. Crepidium flavescens ingår i släktet Crepidium, och familjen orkidéer. Inga underarter finns listade i Catalogue of Life.